# Lotensatz

Der Lotensatz ist ein Lehrsatz der Elementargeometrie, welcher folgendes aussagt:
Werden in einer euklidischen Ebene zu zwei gegebenen Geraden {\displaystyle g_{1}} und {\displaystyle g_{2}}  von einem gegebenen Punkt {\displaystyle P} aus die Lote {\displaystyle l_{1}} und {\displaystyle l_{2}} auf die beiden Geraden gefällt, so stimmen der gerichtete Winkel zwischen  den Loten {\displaystyle l_{1}} und {\displaystyle l_{2}} und der gerichtete Winkel zwischen  den Geraden {\displaystyle g_{1}} und {\displaystyle g_{2}} überein. Es gilt also:
{\displaystyle \angle (l_{1},l_{2})=\angle (g_{1},g_{2})}
Im dreidimensionalen Anschauungsraum gilt Entsprechendes: Die Lote auf zwei gegebene Ebenen bilden den gleichen Winkel wie die Ebenen selbst.